# Konrad Wachsmann
Konrad Wachsmann (16. května 1901 Frankfurt nad Odrou, Německo – 26. listopadu 1980 Los Angeles, USA) byl německý architekt.

## Život

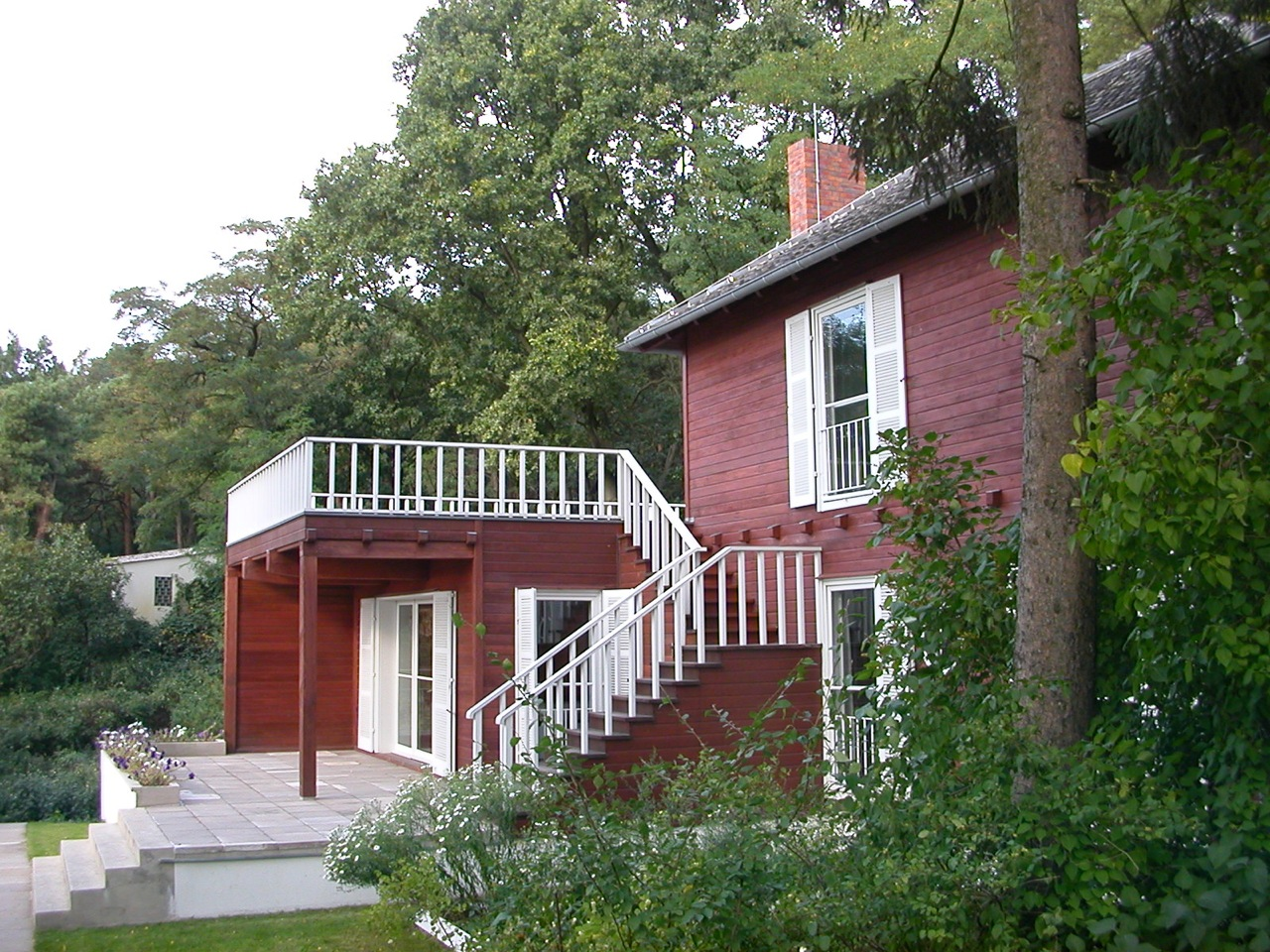
Letní dům Alberta Einsteina

Konrad Wachsman se narodil židovským rodičům ve Frankfurtu nad Odrou. Po vyučení se tesařem studoval v letech 1920 a 1924 na univerzitách v Berlíně a v Drážďanech. Pak se stal studentem konstruktéra Hanse Poelziga v Berlíně a v Postupimi, který byl jedním z hlavních reprezentantů expresionistické architektury v Německu.
Wachsmann byl vedoucím architektem v té době největší konstrukční společnosti zabývající se dřevěnými konstrukcemi v Evropě – Christoph & Unmack AG ve městě Niesky. Roku 1924 vyvinul prefabrikované dřevěné konstrukční systémy pro rodinné domy. Nejznámější stavbou, kde je aplikoval, je letní sídlo Alberta Einsteina v obci Caputh nedaleko Postupimi. Roku 1932 obdržel Wachsmann Římskou cenu Pruské akademie umění. To mu umožnilo pracovat v německé akademii v Římě zvané Villa Massimo.
Einstein, který již žil ve Spojených státech amerických určitou dobu, pomohl Wachsmannovi v roce 1941 s emigrací do USA.
Během čtyřicátých let 20. století Wachsmann spolupracoval s architektem Walterem Gropiem a spolu vyvinuli prefabrikovaný panelový systém, díky kterému se stali slavnými.
Wachsmann učil na Institutu designu v Chicagu a později na univerzitě v Illinois. Roku 1964 se přesunul na Univerzitu Jižní Kalifornie do Los Angeles. V té době mimo jiné pracoval i na zdokonalování samonosných konstrukcí, konstrukčním inženýrství a jejich masové výrobě.
U příležitosti stých narozenin Alberta Einsteina v letech 1978–1979 pomohl s rekonstrukcí jeho letního domu v Caputh.
Konrad Wachsmann zemřel ve věku 79 let v Los Angeles v listopadu 1980. Pochován je na jeho vlastní přání ve svém rodném městě, ve Frankfurtu nad Odrou.